# Перл, Ричард
Ричард Норман Перл (англ. Richard Norman Perle, род. 16 сентября 1941 года, Нью-Йорк) — американский политик-республиканец и политолог, специалист по оборонной тематике.

## Биография
Родился в еврейской семье. Окончил Университет Южной Калифорнии (бакалавр международной политики, 1964). Учился в Копенгагене и в Лондонской школе экономики и политических наук. Окончил Принстонский университет (магистр политологии, 1967).
В 1969—1980 годах работал в аппарате сенатора-демократа Генри Джексона.
Принимал участие в разработке поправки Джексона — Вэника. По её отношению к современной России высказывался:

Хочу сказать, что в отношении поправки Джексона-Вэника существует большое недопонимание. Она не направлена против России. Эта поправка направлена против тех стран, которые препятствуют выезду своих граждан за рубеж, эмиграции. Россия этому не препятствует, поэтому данная поправка в отношении России неприменима… В отношении России она не действует уже в течение многих лет, поскольку Россия приступила к выполнению политики разрешения свободного выезда своих граждан за рубеж, к созданию рыночных отношений… Поэтому она относительно России совершенно иррелевантна… эта поправка в течение уже многих лет по отношению к России не применяется.

В 1981—1987 годах в администрации Рейгана — заместитель министра обороны США по вопросам политики в области международной безопасности.
В 1987—2004 годах работал в Совете по оборонной политике Министерства обороны США, возглавлял его с июля 2001 года по 27 марта 2003 года. На должности главы его называли неофициальным советником президента Буша, он консультировал его во время президентской кампании. Ушёл в отставку с должности председателя Совета из-за «конфликта деловых интересов»: одновременно с работой на правительство США он выполнял заказы частных корпораций. В частности, указывают на его занятие поста консультанта крупнейшей американской коммуникационной корпорации «Global Crossing» с вознаграждением 750 тыс. $; при этом выплата 600 тыс. $ была поставлена в прямую зависимость от разрешения им через Пентагон сделки в регионе, примыкающем к зоне войны в Ираке. Также он оказывал услуги коммивояжера британской компании «Autonomy Corporation»; в течение всей первой недели интервенции в Ираке принимал участие в закрытых конференциях инвестиционного дома «Goldman Sachs», где консультировал клиентов насчет «инвестиционных возможностей, открывающихся в связи с войной». По просьбе министра обороны США, оставался в консультационном совете в качестве рядового члена.
Бывший советник Израильской партии Ликуд. Представитель «мыслящей элиты» неоконсерваторов. Его также указывают как «главного консультанта правых в вопросах ядерной стратегии» и как представителя израильского лобби в США. Был замешан в нескольких скандалах.
Как активного участника российско-американских отношений отмечают, что «его задача — не уязвлять чувства бывшего советского народа, а убеждать его в его победе» (с окончанием холодной войны), о чём сам он заявляет: «Россия не является побежденной стороной в этой войне. Побежденным оказался тоталитарный коммунизм». То же, что падение коммунизма не обернулось победой либеральных ценностей и реформами в России, разочаровывает американский народ, считает он. По его мнению, США должны помогать не российским властям, а действительным российским сторонникам реформ в России.

В 2000 году, в то время, когда, по его собственным словам, в России «общество пребывает в состоянии коллапса», Перл констатировал, что Россия для США теперь «больше не угроза, какой она когда-то была», «Россия уже не в центре интересов безопасности Соединенных Штатов, потому что она уже не та угроза, что была, не враг»; и хотя, по его мнению, «нельзя отрицать, что злонамеренная российская внешняя политика может в какой-то небольшой степени причинить Соединенным Штатам неприятности… они могут стать раздражающим фактором. Но существует большая разница между раздражающим фактором и смертельной угрозой. А Россия больше не смертельная угроза — и мы надеемся, что она не будет даже раздражающим фактором», — заявлял он.

По его мнению (2000), у России «дурное руководство». Как отмечает Радио Свобода, господин Перл дает понять: у США могли бы быть такие же отношения с Россией, как с Францией или Великобританией, если в России будет демократический строй.
Активно выступает в прессе, на радио, телевидении и в университетах США. Соавтор работы «Project for New American Century» (1996).
Наличие художественного вымысла в своих произведениях об исторических событиях, свидетелем которых он являлся, Ричард Перл оправдывает: «Ведь реальность не столь впечатляюща как наше воображение!».
Член учёного совета Американского института предпринимательства, член Американского комитета за мир в Чечне, член Консультационного Совета Центра политики безопасности США, член президиума совета «Jewish Institute for National Security Affairs» (JINSA).

## Высказывания оборужии массового поражениявИраке
Эти доказательства в любом случае будут обнаружены. Нет вопросов и нет сомнений в этом. Есть лишь один вопрос: где спрятано химическое и биологическое оружие?

Было много причин, для того чтобы противодействовать режиму Саддама Хусейна и свергнуть его. Мы уже получили свидетельства того, что около 300 000 человек было убито и захоронено в местах массового захоронения. Это был самый злостный и самый угнетающий население своей страны режим во всем мире… Таким образом, мы считаем, что были веские основания для того, чтобы провести соответствующую акцию. Очень трудно в стране с такими большими масштабами найти оружие массового уничтожения, которое было запрятано на этой территории. Но я настроен оптимистически и думаю, что в конечном итоге нам удастся найти оружие массового уничтожения в Ираке…

## Награды
- Памятный знак за личный вклад в развитие трансатлантических отношений Литвы и по случаю приглашения Литовской Республики в НАТО (12 февраля 2003 года, Литва)[10].